# Іл-20
Іл-20 (рос. «Ил-20»), (за класифікацією НАТО — Coot) — радянський літак радіоелектронної розвідки та РЕБ на базі Іл-18, обладнаний РЛС бічного огляду, ІЧ-сканером та іншими датчиками.
Іл-20 — перший радянський літак, призначений для комплексного використання засобів повітряної розвідки, заснованої на різних принципах отримання інформації.
Вироблявся з 1968 по 1976 рік. Експлуатується Повітряно-космічними силами Збройних сил Російської Федерації. Замінюється на Ту-214Р.
Іл-20РТ — літак для отримання ракетно-космічної телеметрії.

## Історія створення
Іл-20. 27 березня 1965 р. видано Постанову ЦК КПСС і Ради Міністрів СРСР, а 12 квітня того ж року — і наказ міністра авіаційної промисловості про розробку літака комплексної розвідки прикордонної смуги без перетину державного кордону. Завдання поставлено ОКБ заводу № 240, який очолював генеральний конструктор Сергій Ільюшин (з 1966 р. — Московський машинобудівний завод «Стрела», зараз — Авіаційний комплекс ім. Іллюшина). Літак-розвідник на базі Іл-18Д отримав назву Іл-20 («виріб 20»).
Іл-22 (не плутати з бомбардувальником Іл-22). У 1968 році почалися роботи над створенням повітряного командного пункту, за базу був обраний пасажирський літак Іл-18Д та наданий індекс Іл-18Д-36 («виріб 36»). Надалі літак отримав назву Іл-22. Проєктування було доручено ДМЗ (Дослідний машинобудівний завод) під керівництвом В. М. Мясищева з технічним супроводом ММЗ «Стрела» (Генеральний конструктор — Г. В. Новожилов). На ДМЗ Головним конструктором по літаку був призначений Ф. Н. Жуков.
Іл-22ПП («Порубщик»). На ДМЗ у 2009 році розпочато роботи з модифікації літака Іл-22 по проєкту «Порубщик» який призначений для постановки радіоелектронних завад та розвідки. Випробування дослідного Іл-22П розпочалися в кінці 2011 року та завершені 2015 році.

## Загальні дані
На льотні випробування Іл-20 переданий у березні 1968 року.
До 1976 р. заводом «Знамя труда» збудовано близько 20 літаків Іл-20 та Іл-20М.
З 2009 по січень 2022 рік переобладнано 3 літаки Іл-22 на Іл-22ПП. Але ще на початку 2022 року бортове обладнання цих літаків проходило доведення.

## Модифікації

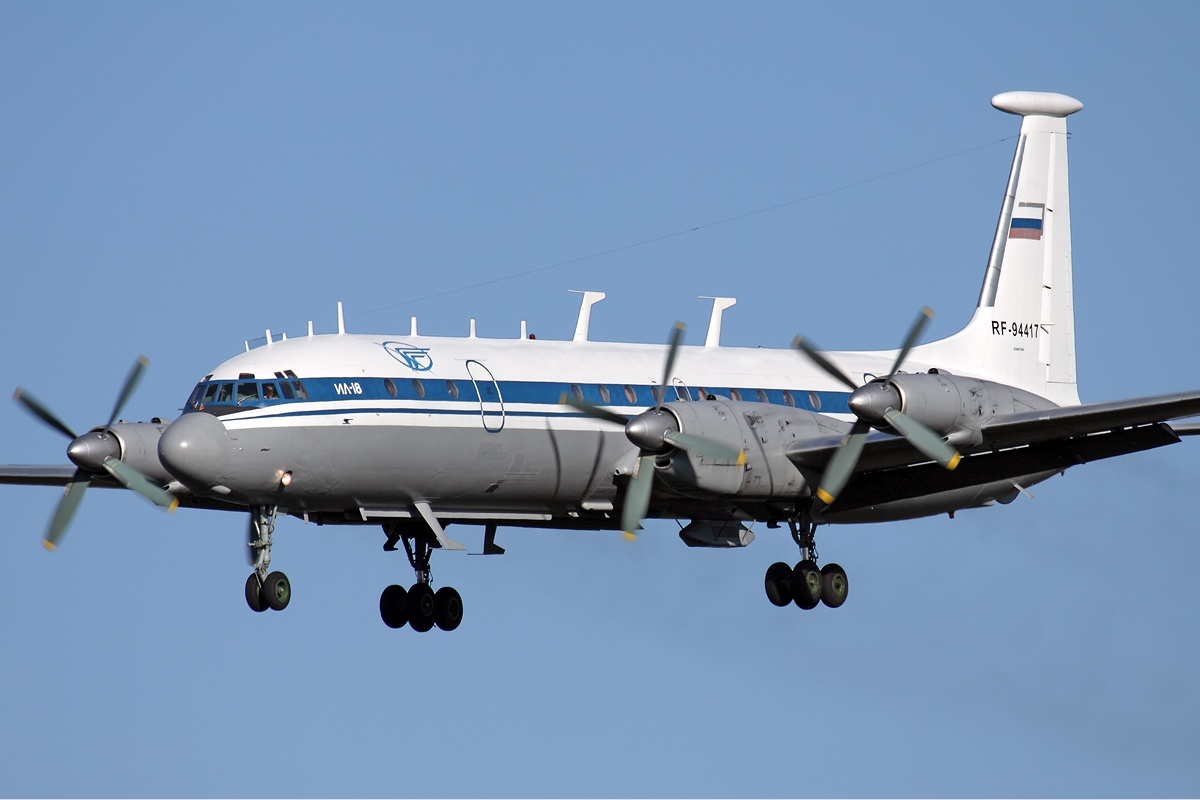
Російський Іл-22M-11 Зебра

Модифіковані літаки могли мати на борту назву Іл-18, оскільки вони відповідно були спеціального призначення і виготовлялися на базі Іл-18.
Іл-20  — виріб 20, літак-розвідник, модифікація на базі Іл-18Д. Основним засобом ведення розвідки на цій машині стала радіолокаційна станція бокового огляду «Игла» (укр. «Голка»), тому літак досить часто найменували Іл-18Д «Ігла». Окрім РЛС, комплекс радіолокаційного обладнання «Игла-1» літака Іл-20 включав також засоби радіотехнічної і фоторозвідки, поєднані з навігаційним обладнанням літака.
Іл-20М  — подальший розвиток Іл-22. Зокрема є опція здійснення оптичної розвідки.
Іл-20М1
Іл-22 (виріб 36, «Бізон») 1-й дослідний — для випробувань переобладнано два Іл-18Д та Іл-18. Всі необхідні доопрацювання першого дослідного літака завершено 1971 р. Зокрема, зверху фюзеляжа встановлено кілька антен, а внизу встановлено напівциліндричний обтікач. Завершення випробувань та прийняття на озброєння відбулося в 1974 році

### Іл-22
Іл-22 («Виріб 36», «Бізон») — модифікація на базі Іл-18Д, призначений в якості повітряного командного пункту та створення додаткових каналів зв'язку в особливих випадках, в основному — при підготовці до застосування спеціальних боєприпасів. Встановлено комплекс зв'язку «Бізон». Літак також оснащений засобами РЕБ, які дозволяють виявляти застосування засобів РЕБ супротивником (станція попередження про опромінення). Встановлено турбоагрегат ТА-6, замість ТТ-16М. Виготовлено близько 10 літаків.
Іл-22М («Виріб 40» або «Зебра») — подальший розвиток Іл-22. Зокрема встановлено новий комплекс зв'язку «Зебра». Виготовлено близько 10 літаків.
Ил-22М-15 («Виріб 41») — модифікація Іл-22М. Був збудований в єдиному екземплярі. Після розпаду СРСР у 1992 р. залишився в Казахстані, у 1994 р. переобладнаний на вантажний.
Іл-22М-11-СУРТ — стройовий, літак управління ретрансляцією радіозв'язку армійського (фронтового) рівня. Основна відмінність — комплекс зв'язку «Зебра» замінений на «Сокол-СРТ». Переобладнано не менше 4-ох літаків.
Іл-22М (1998 р.) — переобладнаний літак, який оснащений новою апаратурою зв'язку, бортовими комп'ютерами для офіцерів штабу. В кабіні пілотів нове обладнання з супутниковими навігаторами ГЛОНАСС.
Іл-22П («Порубщик») — дослідна модифікація Іл-22 проєкту «Порубщик» для постановки радіоелектронних завад та розвідки. Переобладнано 1 літак Іл-22 (RA-75903).
Іл-22ПП («Порубщик») — серійна модифікація Іл-22 проєкту «Порубщик», для постановки радіоелектронних завад та розвідки. Переобладнано 2 літаки Іл-22 (RA-90786 та ?).

## Окремі модифікації

### Іл-20РТ
В 1971 році створений прототип Іл-18РТЛ на базі літака-розвідника Іл-20. Який призначений для приймання телеметричної інформації з борта ракет та космічних апаратів в зонах, де не можливе приймання інформації наземними службами. Випробування проходили до 1974 р. Після цього виготовлено чотири серійні Іл-20РТ які в 1980 р. прийняті на експлуатацію та базувалися на аеродромі «Крайній» (Байконур). Обладнання яке встановлювалося на літаках, також забезпечувало телеметричними вимірами запуски з космодрому Байконур ракет космічного призначення та виконували обслуговування в районі космодрому Капустин Яр ракет класу «повітря-земля». У другій половині 1990-х років один Іл-20РТ пройшов модернізацію вимірювального комплексу.

## Бойове застосування
Іл-20 використовували під час радянського вторгнення до Афганістану.

### Російська інтервенція в Сирію
Перші Іл-20 були помічені в Сирії ще у вересні 2015 році.
В лютому 2016 року до Сирії був додатково перекинутий Ту-214Р.
17 вересня 2018 року при заході на посадку на авіабазу «Хмеймім» сирійським С-200 внаслідок «дружнього вогню» був збитий російський літак радіоелектронної розвідки Іл-20. Всі 15 членів екіпажу загинули. Місце падіння літака розташоване за 27 км на захід від населеного пункту Баніяс.

### Російсько-українська війна
Повітряні Сили Збройних Сил України 3 квітня 2022 року, знищили або уразили 9 повітряних цілей російських загарбників. Найбільш «цінний» у цьому переліку екземпляр — літак-ретранслятор Іл-22.
Повідомляється, що цей літак підбито, відбулась розгерметизація кабіни, «борт» виконав посадку на аеродромі в російському Ростові. Тому, імовірно, йдеться саме про варіант повітряного штабу.
За даними видання Defense Express стало відомо, що в квітні 2022 року російські військові виконували радіоелектронне придушення українських радіолокаційних систем та систем зв'язку за допомогою двох літаків для постановки радіоелектронних завад Іл-22ПП, що перебували у повітряному просторі Воронезької області РФ та над водами Азовського моря, ще один Іл-22П — діяв у повітряному просторі Курської області РФ. Проте ці спроби виявились невдалими.
В лютому 2023 року російська пропаганда визнала, що в квітні 2022 року російський Іл-22 насправді був уражений двома ракетами від ЗРК «Бук» на висоті близько 7600 м. Перша ракета уламками перетворила корпус на «решето», а друга — уразила хвостову частину. Літак отримав понад 200 пробоїн та ледь дотягнув до аеродрому в Ростові.
24 червня 2023 року найманці ПВК «Вагнер» під час заколоту збили у Воронезькій області 1 повітряний командний пункт Іл-22М-11 (бортовий номер RA-75917). Всі 10 членів екіпажу загинули.
14 січня 2024 року, близько 21:00, за повідомленням комітету з питань національної безпеки, оборони та розвідки у Верховній Раді України, Україна збила російські літаки ДРЛС А-50 та Іл-22М-11 (борт. номер 95678), які перебували в повітряному просторі над Азовським морем.
Підбитий Іл-22М-11 зміг здійснити аварійну посадку в цивільному аеропорті міста Анапа, однак відновленню він уже не підлягає. За неофіційними даними, внаслідок ураження ракетою на борту було двоє загиблих та двоє поранених членів екіпажу.
Станом на 13 травня 2025 року редактори Oryx Blog знайшли фото чи відео підтвердження безповоротної втрати Росією 1 Іл-22,  ще 2 літаки були пошкоджені.

## Оператори
Поточні
- Росія: 5 літаків Іл-22 та 12 літаків Іл-22М; 3 одиниці Іл-22ПП (виготовлених, мали бути поставлені Міноборони РФ в 2016 році, але ще на початку 2022-го року бортове обладнання цих літаків проходило доведення).[5] За даними FlightGlobal, станом на 2025 рік, на озброєнні РФ перебуває 29 літаків Іл-20/22 всіх модифікацій.[22]

Колишні
- СРСР